# 罗恩·斯图尔特
罗恩·斯图尔特（英語：Ron Stuart，1929年4月23日—1983年9月9日），加拿大男子篮球运动员。他曾代表加拿大获得1956年夏季奥运会男子篮球比赛第九名。他于1983年在温哥华自杀。